# Tekken 7
Tekken 7 (japonsky: 鉄拳7) je bojová videohra z roku 2015, kterou vyvinula a vydala společnost Bandai Namco Entertainment. Jedná se o sedmý hlavní a celkově devátý díl série Tekken, který byl jako první z této série vydán pro PC.

## Synopse
Děj se odehrává krátce po událostech hry Tekken 6 a zaměřuje se na události vedoucí k závěrečné bitvě mezi mistrem bojových umění Heihachim Mishimou a jeho synem Kazuyou.

## Hratelnost
Tekken 7 přináší několik nových prvků do bojového systému, například Rage Arts a mechaniku Power Crush, díky čemuž je hra přívětivější pro začátečníky než předchozí díly série.

## Vydání
Tekken 7 byl na arkádách vydán v březnu 2015. V červenci 2016 byla vydána aktualizovaná arkádová verze Tekken 7: Fated Retribution, která obsahuje rozšířený obsah včetně nových fází, kostýmů, předmětů a postav. V červnu 2017 vyšly verze pro PlayStation 4, Windows a Xbox One.
Tekken 7 byl kriticky i komerčně úspěšný a od července 2024 se ho prodalo 12 milionů kopií. Dne 26. ledna 2024 bylo vydáno pokračování Tekken 8.